# Fagyal
A fagyal (Ligustrum) az ajakosvirágúak (Lamiales) rendjébe és az olajfafélék (Oleaceae) családjába tartozó nemzetség.
Fő elterjedési területük D- és K-Ázsiában, Ausztráliában van, Európában egyedül a közönséges fagyal honos.

## Leírás
Elsősorban a lombjukkal díszítő cserjék, egyszerű, ép szélű, keresztben átellenes levelekkel. Apró, fehér virágaik június-júliusban a hajtások csúcsán nyílnak. Termésük többnyire fekete vagy kékesfekete bogyó.

## Fajok
- Ligustrum amamianum (Kína)
- Ligustrum amurense – amuri fagyal[2] (É-Kína)
- Ligustrum angustum (Kína)
- Ligustrum australianum
- Ligustrum chenaultii (Jünnan, Kína)
- Ligustrum compactum (Himalája, DNy-Kína)
- Ligustrum confusum (Himalája)
- Ligustrum delavayanum – Delavay-fagyal[2] (DNy-Kína, Mianmar)
- Ligustrum expansum (Kína)
- Ligustrum glomeratum (Thaiföld, Malajzia)
- Ligustrum gracile (Kína)
- Ligustrum henryi – szívlevelű fagyal[2] (Közép-Kína)
- Ligustrum ibota – pilláslevelű fagyal[2] (Japán)
- Ligustrum indicum (Himalája, Indokína)
- Ligustrum japonicum – japán fagyal;[2] örökzöld (Japán, Korea),
- Ligustrum leucanthum (syn.: L. acutissimum) – keskenybugájú fagyal[2] (Kína)
- Ligustrum lianum (Kína)
- Ligustrum liukiuense (Tajvan)
- Ligustrum longitubum (Kína)
- Ligustrum lucidum – fényeslevelű fagyal[2] (Kína, Japán, Korea)
- Ligustrum massalongianum – himalájai fagyal[2] vagy loncképű fagyal[2] (Himalája)
- Ligustrum microcarpum (Tajvan)
- Ligustrum morrisonense (Tajvan)
- Ligustrum obovatilimbum (Kína)
- Ligustrum obtusifolium – tompalevelű fagyal[2] (K-Ázsia)
- Ligustrum ovalifolium – széleslevelű fagyal[2] vagy télizöld fagyal[2] (Japán)
- Ligustrum pedunculare (Kína)
- Ligustrum pricei (Tajvan)
- Ligustrum punctifolium
- Ligustrum quihoui – vaskoslevelű fagyal[2] vagy őszi fagyal[2] (Kína)
- Ligustrum retusum (Kína)
- Ligustrum robustum (Indiától Vietnamig)
- Ligustrum sempervirens – puszpánglevelű fagyal[2] vagy örökzöld fagyal[2] (Ny-Kína)
- Ligustrum sinense – kínai fagyal[2] (Kína, Tajvan)
- Ligustrum strongylophyllum – porcos fagyal[2] (Közép-Kína)
- Ligustrum tenuipes (Kína)
- Ligustrum tschonoskii – hegyeslevelű fagyal[2] (Japán)
- Ligustrum vulgare – közönséges fagyal[2] (Európa, ÉNy-Afrika, DNy-Ázsia)
- Ligustrum xingrenense (Kína)
- Ligustrum yunguiense (Kína)

Források:.

## Szaporítás
Magvetés ősszel, vagy rétegezés után tavasszal a szabadba. A Ligustrum fajok magja szeptember végétől érik. Ha ekkor megszedjük és a terméshúsból nagyjából kitisztítva azonnal elrétegezzük vagy elvetjük, a következő év tavaszán kikel. Ha a mag megszárad, kialakul benne az elfekvési hajlam. Az ilyen (például vásárlásból származó) magot egy teljes évig rétegezni kell, és csak következő év őszén (vagy a rákövetkező kora tavaszon) érdemes elvetni szabad földbe, 2–3 cm mélyen. A tavaszinál jobb az őszi vetés, októbertől a fagyok beálltáig. A magvetéskor számolni kell a fagyal tavaszi "dőlésével": kelés után 2-3 leveles korban a csemeték egy része elszárad, egy része pedig kidől, de néha még így is sok életben marad. A betegség a csemeték 20-50%-át károsítja, ezért vetéskor a kívánt 400-600 db növény/m2 eléréséhez szükséges maghoz 25-40%-ot hozzáadunk. A csemeték 1-2 (ritkán 3) évig maradnak a magágyban. Alávágásukra nincs szükség, mivel anélkül is dús, sűrűn elágazó, nem túl mélyre hatoló gyökérzetet nevelnek. 
Fajtákat fás dugványozással, zölddugványozással.

## Képek

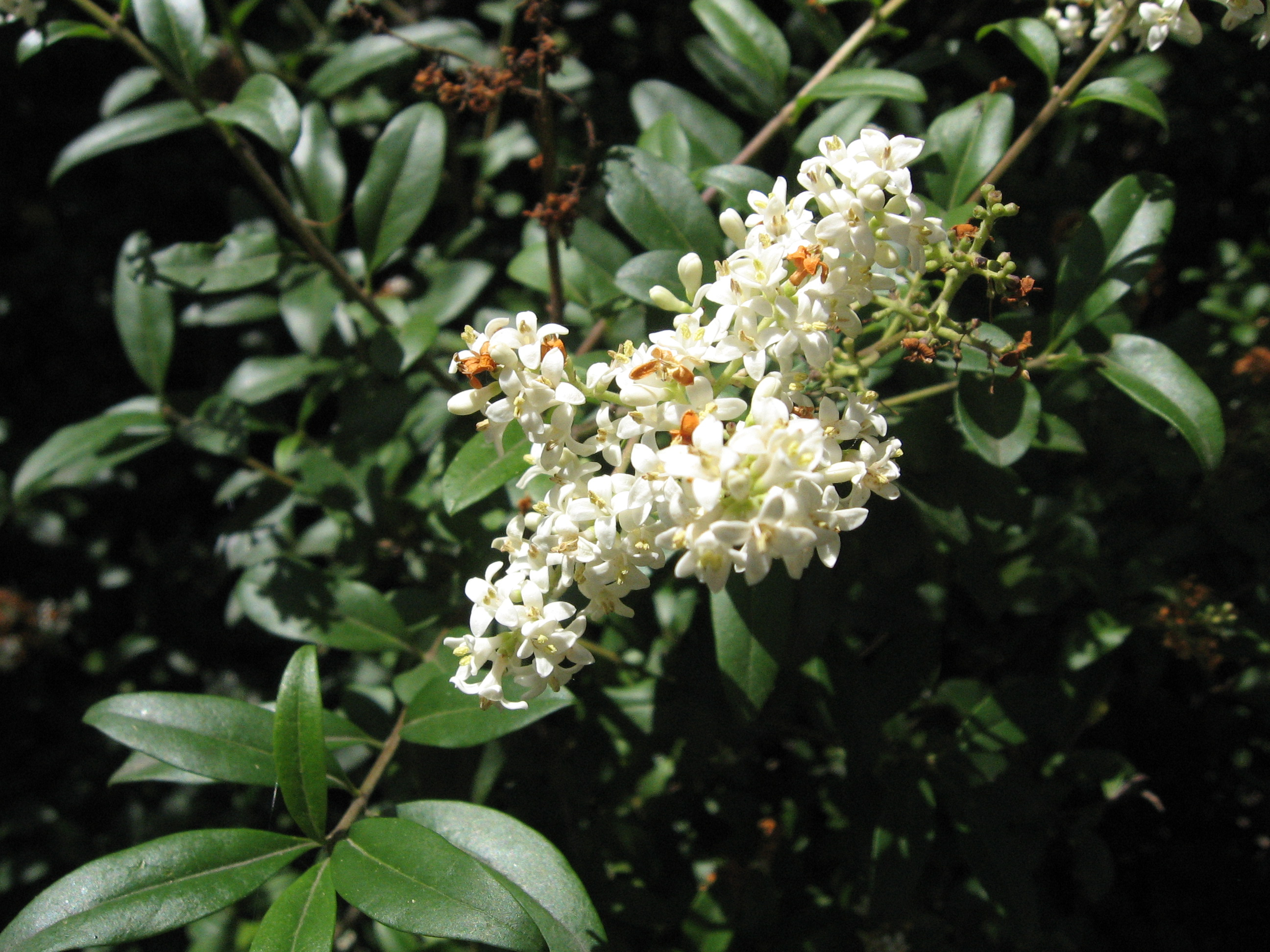
Közönséges fagyal virágzata
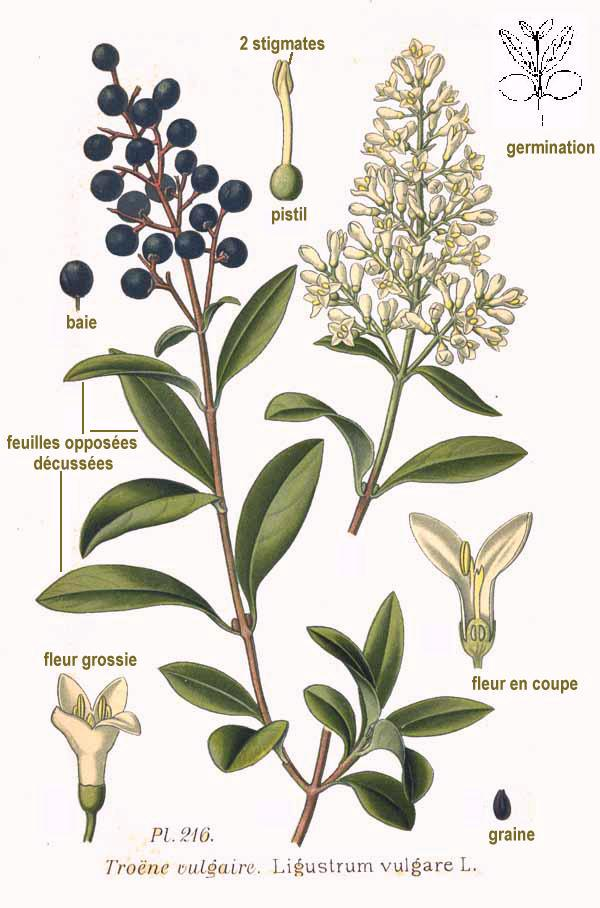
Határozó tábla
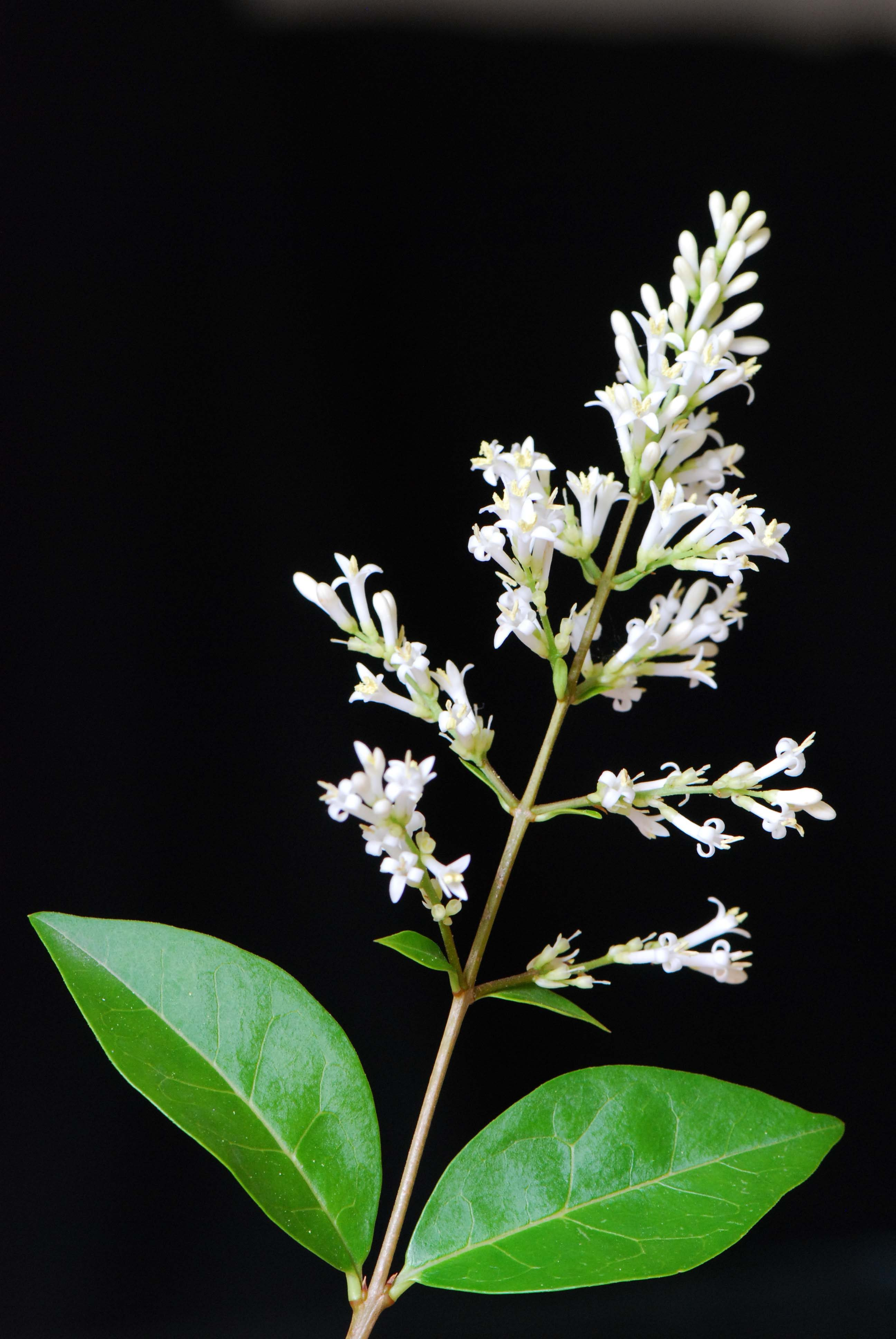
Széleslevelű fagyal levele és virágzata
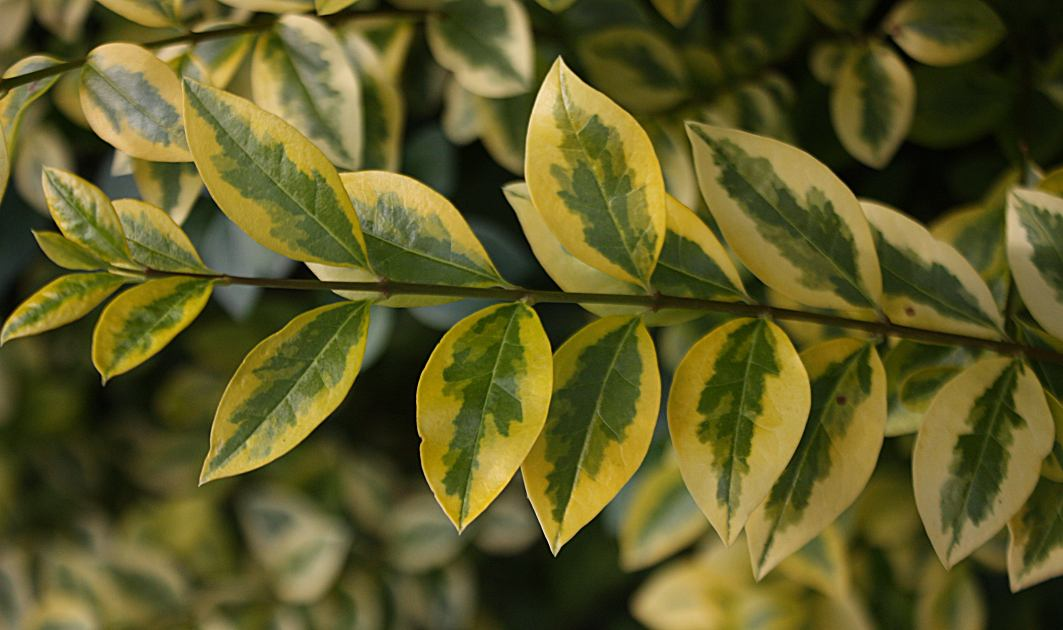
tarka levelű fajtája
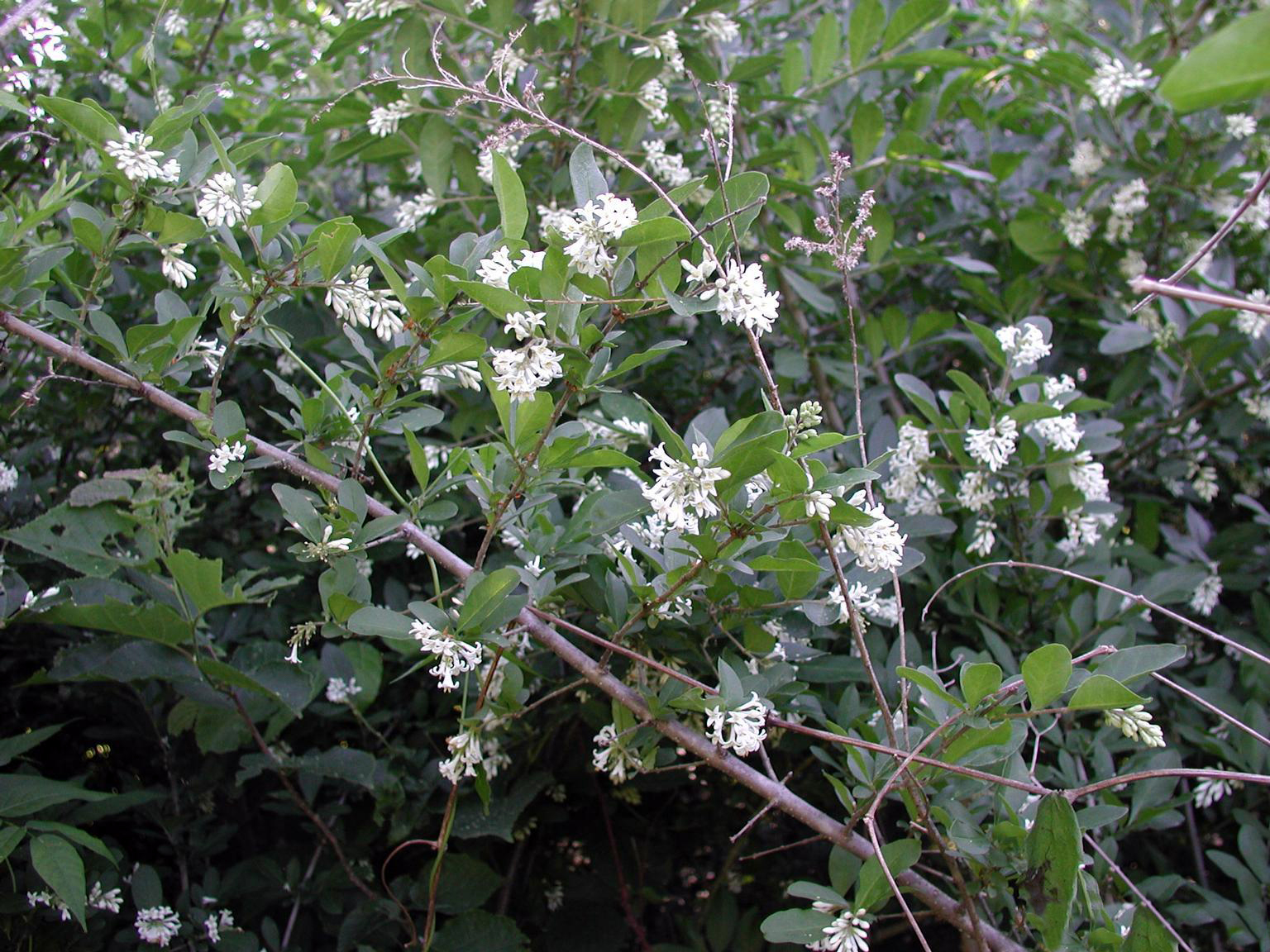
Tompalevelű fagyal levele és virágzata
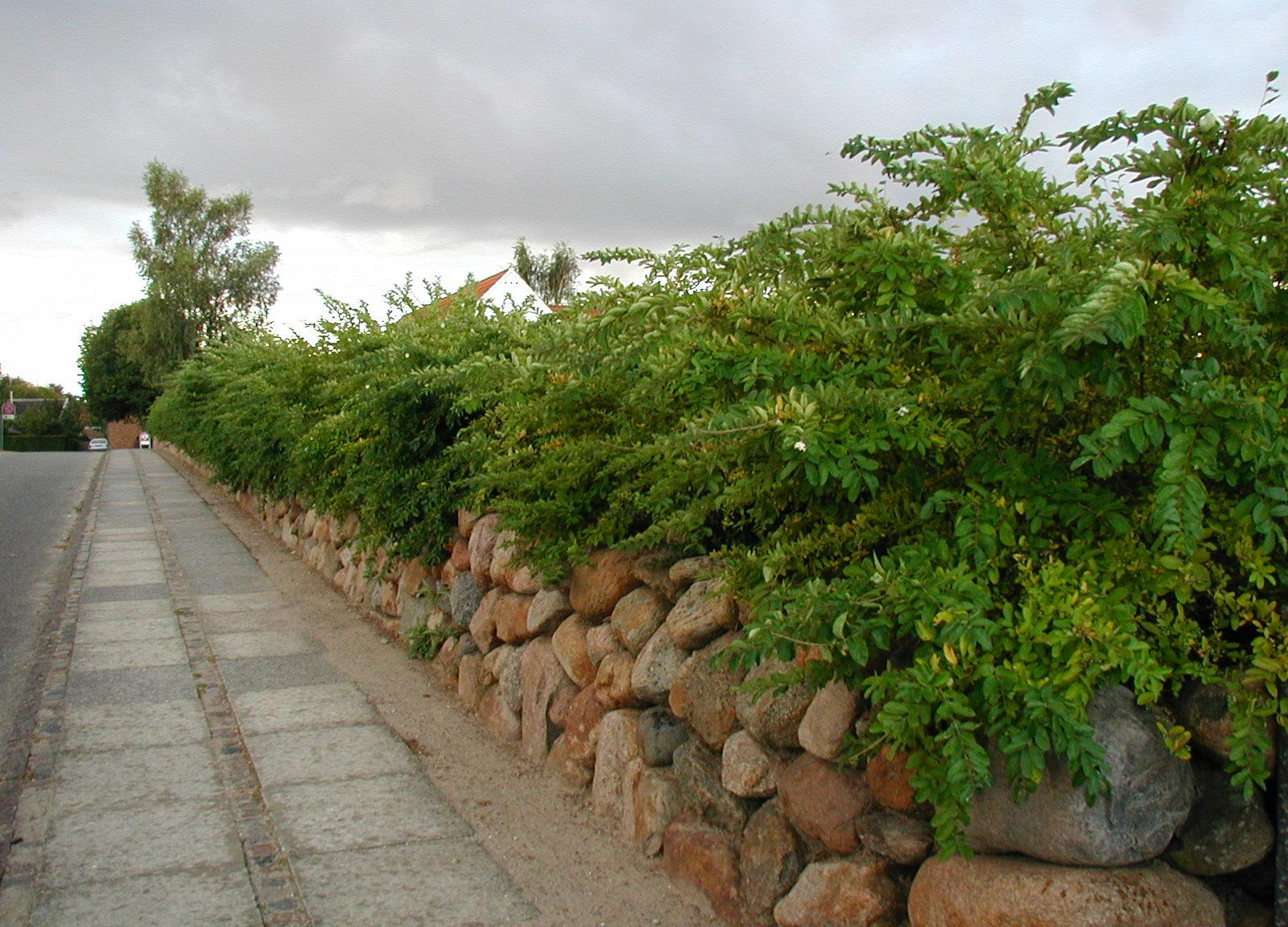
sövénynek nevelve
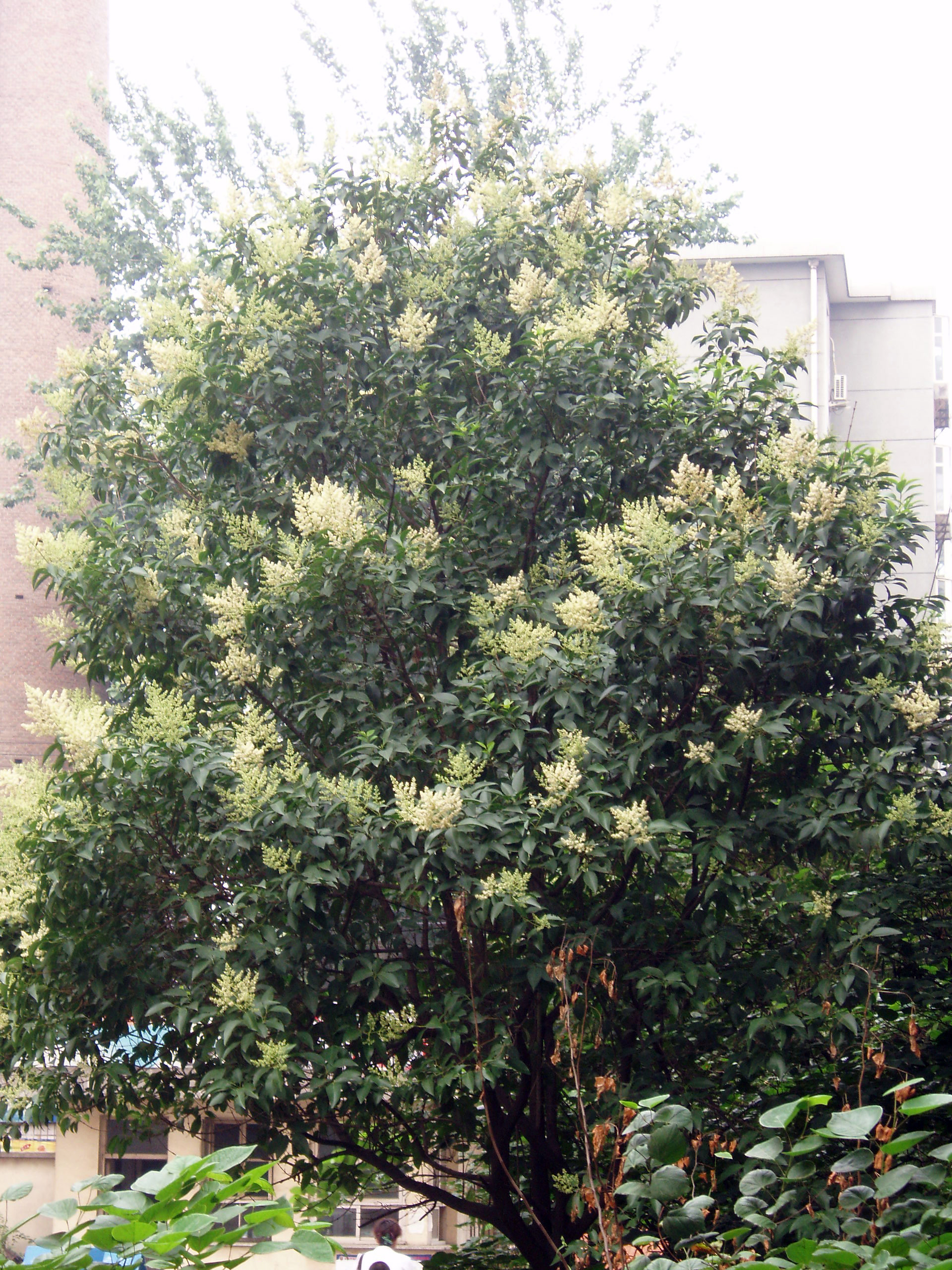
Ligustrum lucidum habitusa
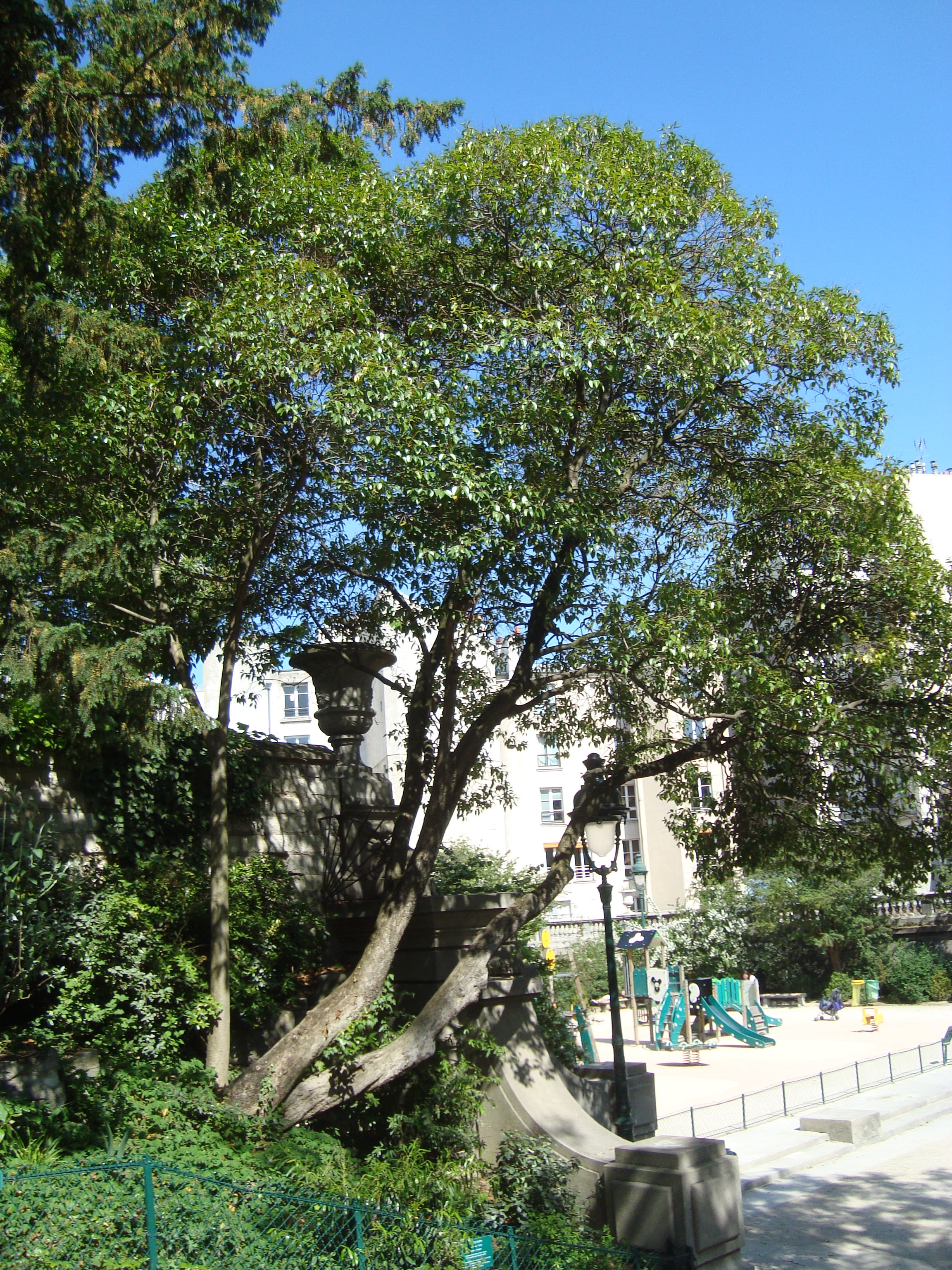
Kisebb fává fejlődve
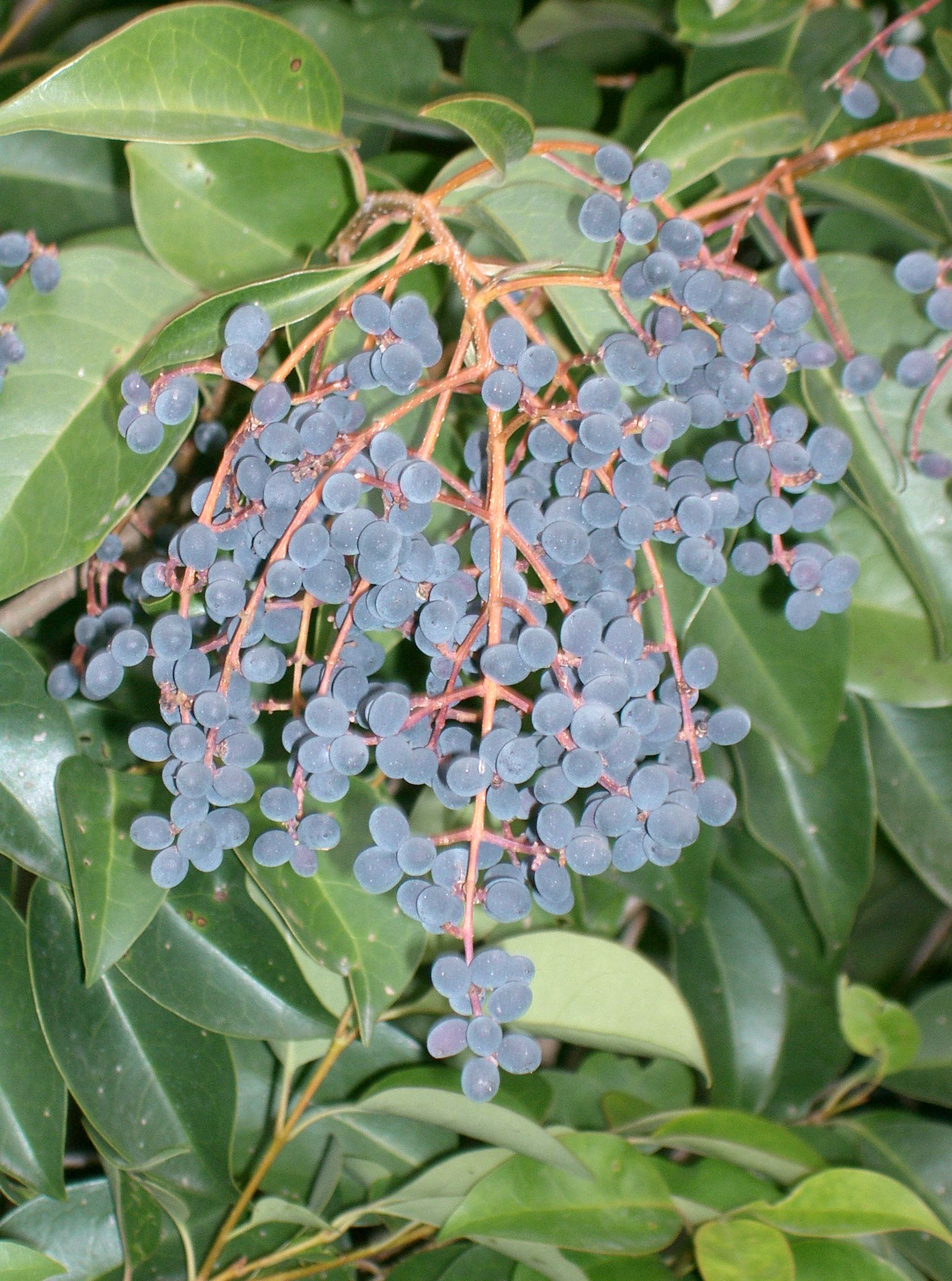
termése
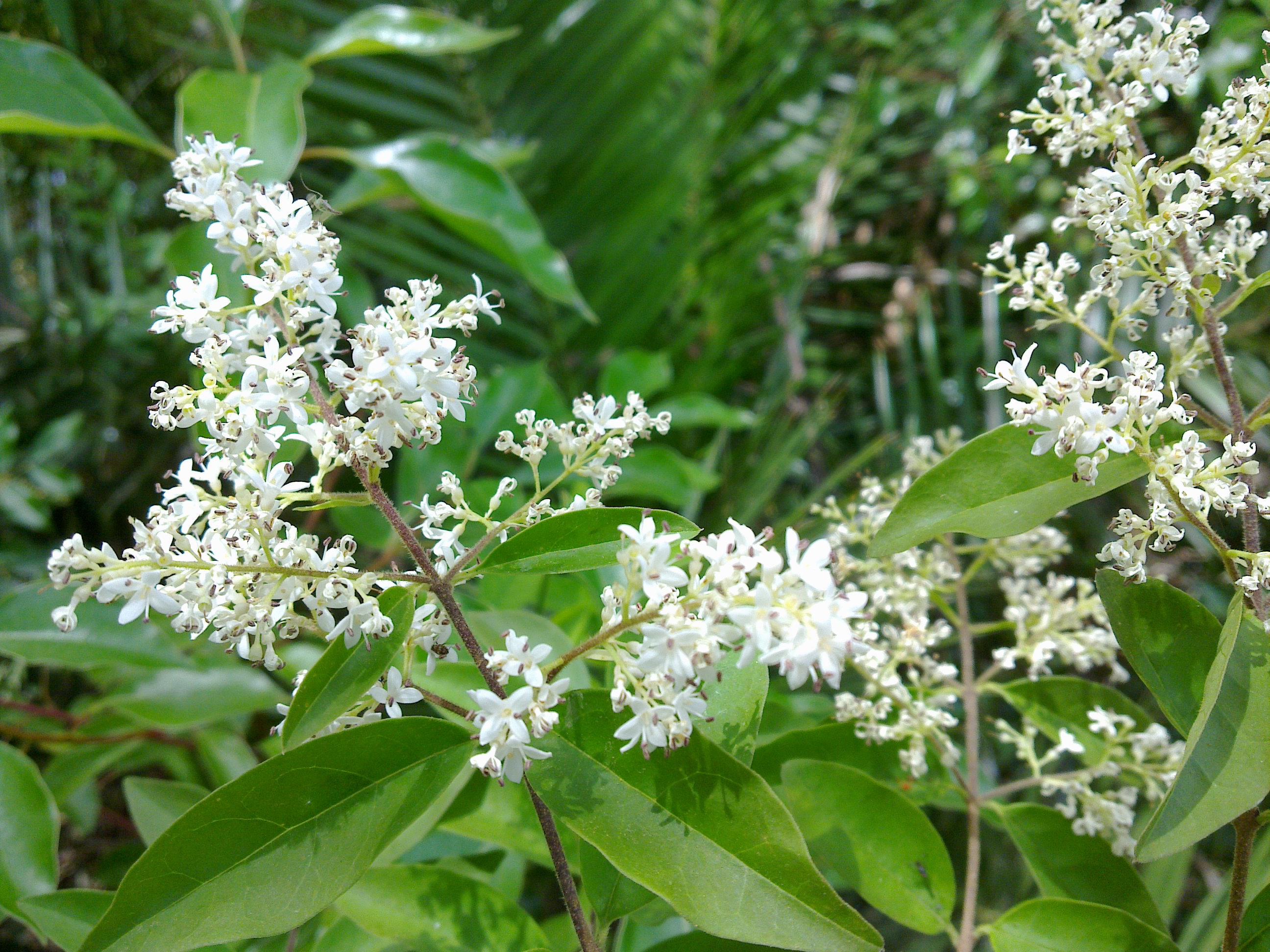
Ligustrum sinense virágzata és levele
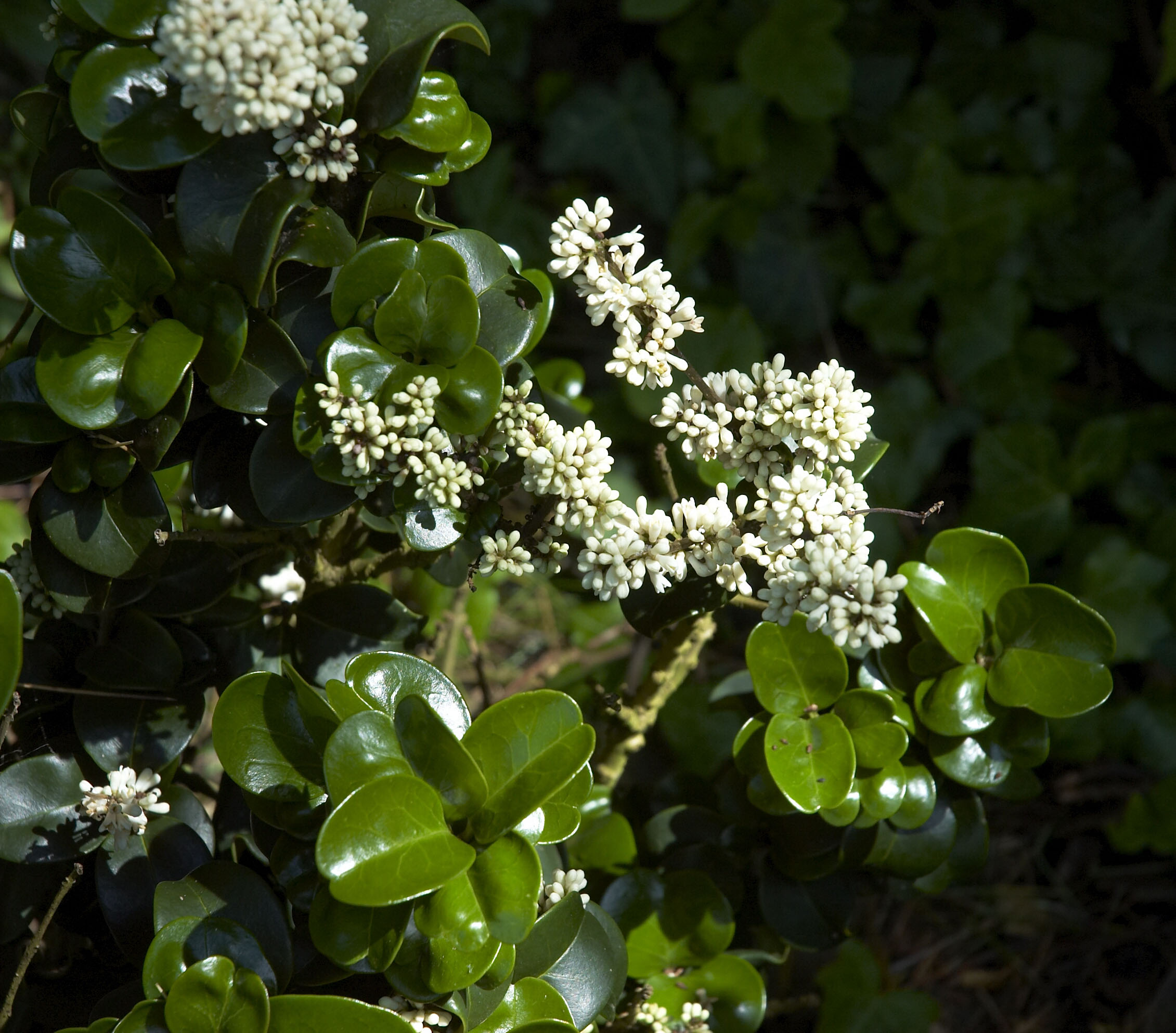
Ligustrum japonicum Rotundifolium
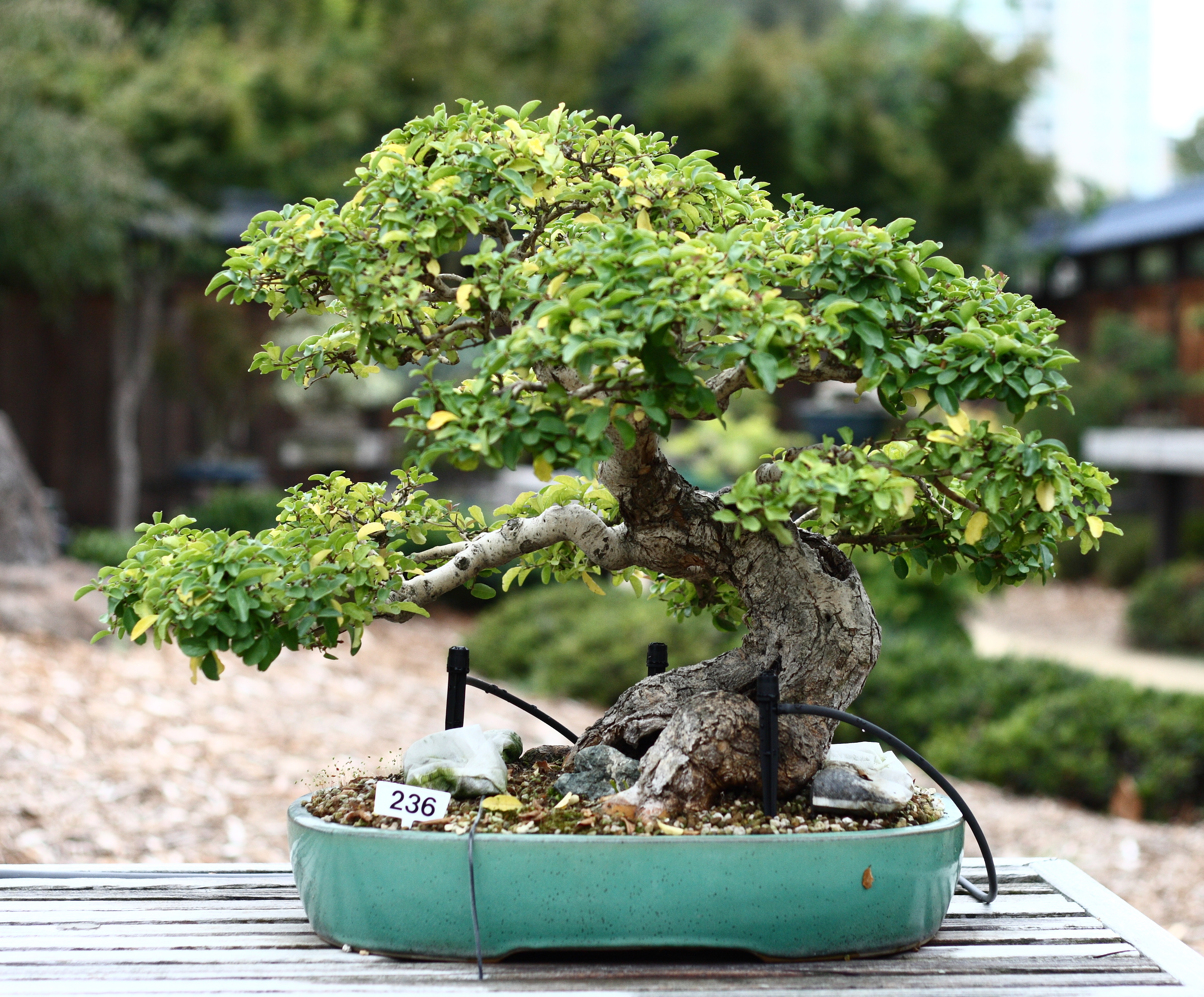
Bonsainak nevelve
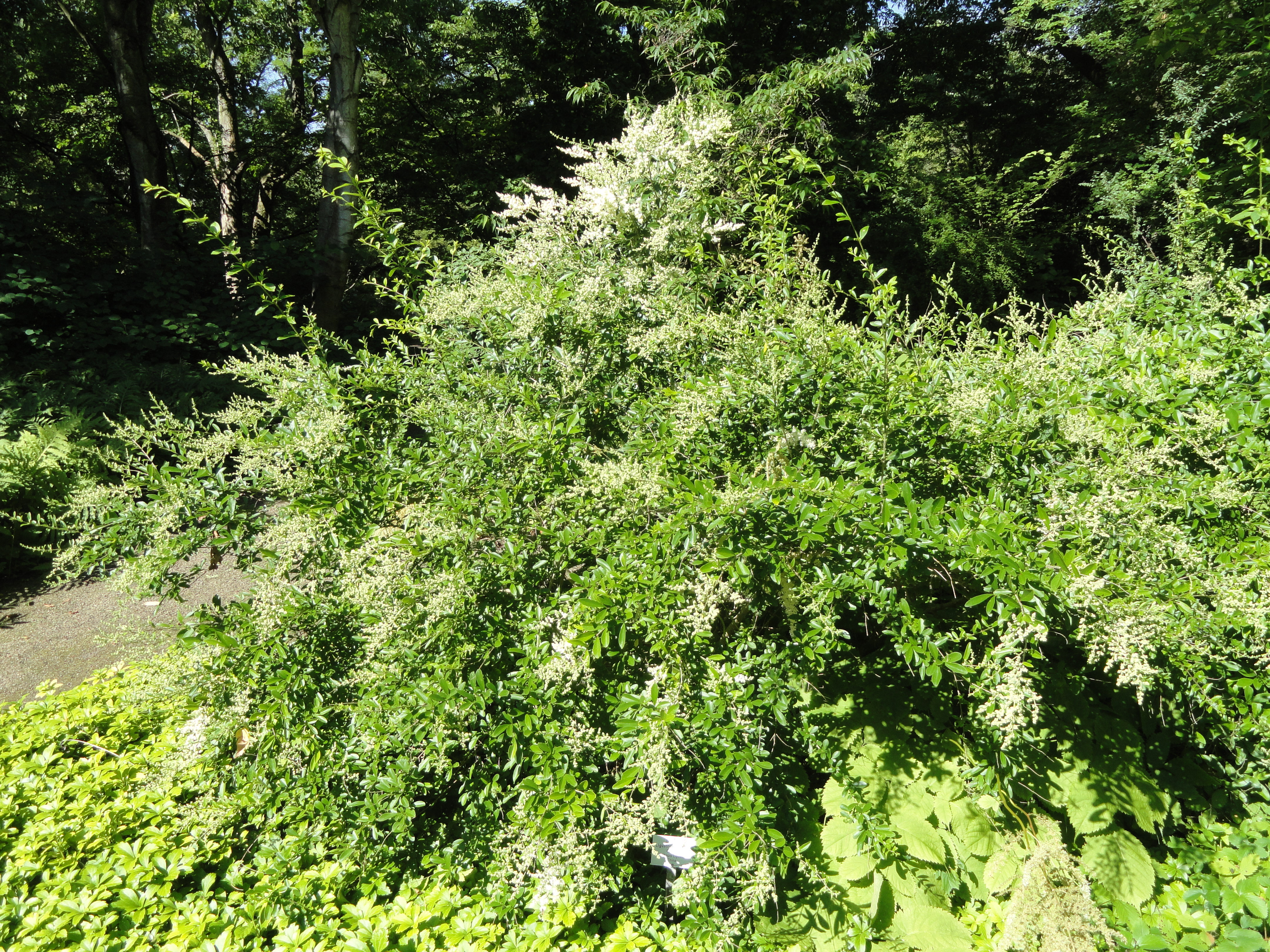
Ligustrum quihoui
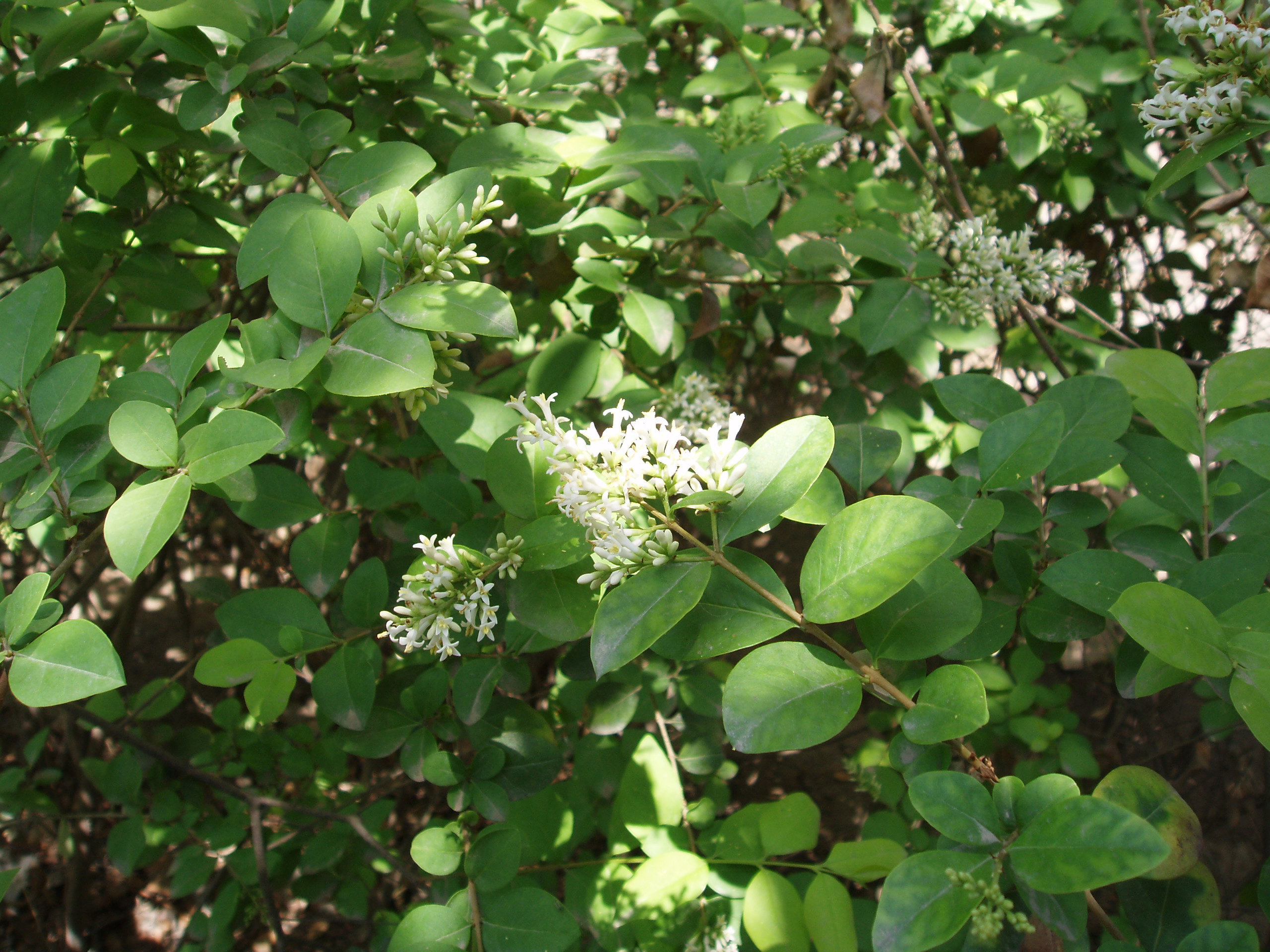
Ligustrum vicaryi

### Fordítás
- Ez a szócikk részben vagy egészben  a   Privet című angol Wikipédia-szócikk Selected species című fejezete ezen változatának fordításán alapul.  Az eredeti cikk szerkesztőit annak laptörténete sorolja fel. Ez a jelzés csupán a megfogalmazás eredetét és a szerzői jogokat jelzi, nem szolgál a cikkben szereplő információk forrásmegjelöléseként.